# Clarel
Clarel (Clarel Beauty, S.A.) es un comercio minorista dedicado principalmente a productos de belleza, cuidado personal y del hogar. Fue creado en 2013 por la cadena de supermercados Dia tras la compra del negocio en España y Portugal de la empresa alemana Schlecker. Entre sus marcas propias, se encuentran las siguientes: 
- Bonté: marca especialista en cuidado personal e higiene.
- BeNeSk: marca de cuidado y limpieza facial fabricada con ingredientes naturales.
- Hogarel: marca de productos para el hogar.
- BabySmile: productos dedicados a la higiene, el cuidado y la alimentación infantil.
- JuniorSmile: productos de higiene y cuidado infantil para niños a partir de tres años.
- Ad.Bene: marca de productos de parafarmacia.
- As: es la marca centrada en el cuidado y alimentación de las mascotas.

Desde 2024, pertenece al grupo colombiano Trinity.

## Historia
Clarel nació en el año 2013 tras la compra del negocio en España y Portugal de la empresa alemana Schlecker por parte de Dia.
Tras la compra se renombraron y redecoraron todas las tiendas Schlecker según la nueva imagen que se definió y desarrolló para Clarel con la vocación de convertirse en una enseña especialista de referencias en las categorías de belleza, hogar, higiene y cuidado por la calidad, variedad y precio de sus productos y marcas.
Los establecimientos Clarel ponen a disposición de sus clientes un amplio surtido de productos que engloba las categorías de cosmética, cuidado personal y del hogar, alimentación e higiene infantil y cuidado y alimentación para mascotas.
Las tiendas se estructuran en zonas diferenciadas e integradas por cada una de las categorías que comercializa. Están ubicadas en núcleos urbanos y muestran una imagen optimista, moderna y funcional. Cuenta con un amplio surtido, en el que conviven en equilibro marcas de fabricante y sus marcas propias (Bonté, BabySmile, Basic Cosmetics, JuniorSmile, As y Dia).
El nombre Clarel y su logotipo —una gota con una sonrisa en su interior— aúnan la idea de optimismo, cercanía y limpieza que representa la enseña.
A principios de 2014, se lanzó su web como un magazín de trucos, consejos y artículos. A finales de dicho año, se incorporó en su web la tienda en línea de Clarel con distribución a nivel de España peninsular, en la que los usuarios pueden encontrar un surtido ampliado de los productos, marcas y referencias.
En 2021, Clarel cesó su actividad en Portugal.
En mayo de 2022, se relanzó el e-commerce con una imagen renovada, un nuevo surtido y secciones nuevas.
En diciembre de 2022, Dia anunció que había alcanzado un acuerdo con el fondo de inversión español C2 Private Capital para la venta de Clarel por 60 millones de euros. El acuerdo contemplaba el traspaso de 1.015 tiendas en España, además de tres centros de distribución y otros activos.
En febrero de 2023, se lanzó click & collect, donde poder hacer un pedido en la web y recibirlo en la tienda Clarel más cercana.
En agosto de 2023, Dia decidió cancelar la operación de venta de Clarel al fondo C2 Private Capital ya que “había vencido el plazo para que se cumplieran las condiciones suspensivas para dicha venta” y, por tanto, el contrato había quedado automáticamente resuelto.
En diciembre de 2023, Dia anunció el cierre de un acuerdo con el grupo empresarial colombiano Grupo Trinity para la venta de Clarel por 42,4 millones de euros. Esperaba completar la operación a lo largo del primer semestre de 2024. El 1 de abril de 2024, se cerró dicha venta, en la que se incluían, entre otros activos, aproximadamente 1.000 tiendas Clarel distribuidas por todo el país y tres centros de distribución. El 4 de junio de 2024, la compañía cambió su denominación social por la de Clarel Beauty, S.A.